# Andrés Gómez Santos
Andrés Gómez Santos (Guayaquil, 27 febbraio 1960) è un ex tennista ecuadoriano.

## Biografia
Ottimo talento anche se discontinuo nel rendimento, ha conseguito i risultati migliori nei tornei sulla terra rossa. Fra i suoi successi vanno ricordate due edizioni degli Internazionali d'Italia (1982 e 1984) e soprattutto il Roland Garros del 1990, in cui ha sconfitto in finale il favorito Andre Agassi.
Gomez aveva un dritto mancino capace di trovare angoli acutissimi e un rovescio ad una mano molto sicuro (era per questo soprannominato "La piovra delle Galápagos").
In carriera ha conquistato 21 tornei, per un totale di 523 vittorie e 267 sconfitte.
Ha un figlio, Emilio Gómez che ha intrapreso come lui la carriera tennistica; inoltre due suoi nipoti sono diventati anch'essi professionisti: Nicolás Lapentti e Giovanni Lapentti.

## Singolare

### Vittorie (21)
| \| Legenda \| \| Grande Slam (1) \| \| Tennis Masters Cup (0) \| \| Championship Series (1) \| \| ATP Tour (19) \| |
| Legenda |
| Grande Slam (1) |
| Tennis Masters Cup (0)                                                                                             |
| Championship Series (1)                                                                                            |
| ATP Tour (19) |

| Numero | Anno | Torneo                                                | Superficie  | Avversario in finale   | Risultato               |
| 1.     | 1981 | ATP Bordeaux, Bordeaux                                | Terra rossa | Thierry Tulasne        | 7–6, 7–6, 6–1           |
| 2.     | 1982 | Internazionali d'Italia, Roma (1)                     | Terra rossa | Eliot Teltscher        | 6–2, 6–3, 6–2           |
| 3.     | 1982 | Quito Open, Quito                                     | Terra rossa | Loïc Courteau          | 6–3, 6–4                |
| 4.     | 1983 | Dallas Open, Dallas                                   | Cemento     | Brian Teacher          | 6–7, 6–1, 6–1           |
| 5.     | 1984 | ATP Nizza, Nizza                                      | Terra rossa | Henrik Sundström       | 6–1, 6–4                |
| 6.     | 1984 | Internazionali d'Italia, Roma (2)                     | Terra rossa | Aaron Krickstein       | 2–6, 6–1, 6–2, 6–2      |
| 7.     | 1984 | Legg Mason Tennis Classic, Washington                 | Terra rossa | Aaron Krickstein       | 6–2, 6–2                |
| 8.     | 1984 | U.S. Men's Clay Court Championships, Indianapolis (1) | Terra rossa | Balázs Taróczy         | 6–0, 7–6                |
| 9.     | 1984 | Hong Kong Open, Hong Kong (1)                         | Cemento     | Tomáš Šmíd             | 6–3, 6–2                |
| 10.    | 1985 | Hong Kong Open, Hong Kong (2)                         | Cemento     | Aaron Krickstein       | 6–3, 6–3, 3–6, 6–4      |
| 11.    | 1986 | U.S. Men's Clay Court Championships, Indianapolis (2) | Terra rossa | Thierry Tulasne        | 6–4, 7–6                |
| 12.    | 1986 | ATP Firenze, Firenze                                  | Terra rossa | Henrik Sundström       | 6–3, 6–4                |
| 13.    | 1986 | U.S. Pro Tennis Championships, Boston (1)             | Terra rossa | Martín Jaite           | 7–5, 6–4                |
| 14.    | 1986 | ATP Itaparica, Itaparica                              | Cemento     | Jean-Philippe Fleurian | 4–6, 6–4, 6–4           |
| 15.    | 1987 | WCT Tournament of Champions, Forest Hills             | Terra rossa | Yannick Noah           | 6–4, 7–6, 7–6           |
| 16.    | 1989 | U.S. Pro Tennis Championships, Boston (2)             | Terra rossa | Mats Wilander          | 6–1, 6–4                |
| 17     | 1989 | Open Seat, Barcellona                                 | Terra rossa | Horst Skoff            | 6–4, 6–4, 6–2           |
| 18.    | 1990 | Torneo Godó, Barcellona                               | Terra rossa | Guillermo Pérez Roldán | 6–0, 7–6, 3–6, 0–6, 6–2 |
| 19.    | 1990 | Madrid Tennis Grand Prix, Madrid                      | Terra rossa | Marc Rosset            | 6–3, 7–6                |
| 20.    | 1990 | Open di Francia, Parigi                               | Terra rossa | Andre Agassi           | 6–3, 2–6, 6–4, 6–4      |
| 21.    | 1991 | Brasilia Open, Brasilia                               | Sintetico   | Javier Sánchez         | 6–4, 3–6, 6–3           |

## Finali di doppio nei Tornei del Grande Slam  (2)

### Vittorie (2)
| Anno | Torneo Grande Slam | Partner              | Avversari in finale           | Punteggio               |
| 1986 | US Open            | Slobodan Živojinović | Joakim Nyström Mats Wilander  | 4–6, 6–3, 6–3, 4–6, 6–3 |
| 1988 | Open di Francia    | Emilio Sánchez       | John Fitzgerald Anders Järryd | 6–3, 6–7, 6–4, 6-3      |